# Rhyacophila donaldi
Rhyacophila donaldi är en nattsländeart som beskrevs av Nimmo 1977. Rhyacophila donaldi ingår i släktet Rhyacophila och familjen rovnattsländor. Inga underarter finns listade i Catalogue of Life.